# کاسویا، توکیو
کاسویا، توکیو (به ژاپنی: 粕谷 Kasuya)، یکی از بخش‌های ستاگایا-کو، توکیو در ژاپن است.